# Giuseppe Palomba
Giuseppe Palomba (před rokem 1765? – po roce 1825?) italský libretista.

## Život
Byl synovcem básníka a libretisty Antonia Palomby. Působil v Neapoli, kde se patrně i narodil, mezi léty 1765 a 1825. Napsal více než 300 libret, která byla zhudebňována předními skladateli té doby. 

## Významná díla
- Il corsaro algerino (zhudebnil Gennaro Astarita, 1765)
- La vedova capricciosa (zhudebnil Giacomo Insanguine, 1765)
- La donna di tutti i caratteri (zhudebnil Domenico Cimarosa, 1775)
- Il matrimonio in contrasto (zhudebnil Pietro Alessandro Guglielmi, 1776)
- Il fanatico per gli antichi romani (zhudebnil Domenico Cimarosa, 1777)
- L'Armida immaginaria (zhudebnil Domenico Cimarosa, 1777)
- I fuorusciti (zhudebnil Pietro Alessandro Guglielmi, 1777)
- I matrimoni per inganno (zhudebnil Giuseppe Curcio, 1779)
- Il raggiratore di poca fortuna (zhudebnil Pietro Alessandro Guglielmi, 1779)
- Narcisso (zhudebnil Pietro Alessandro Guglielmi, 1779)
- I finti nobili (zhudebnil Domenico Cimarosa, 1780)
- Il millantatore (zhudebnil Giuseppe Curcio, 1780)
- La dama avventuriera (zhudebnil Pietro Alessandro Guglielmi, 1780)
- L'albergatrice vivace (zhudebnil Luigi Caruso, 1780)
- Il falegname (zhudebnil Domenico Cimarosa, 1780)
- Le nozze in commedia (zhudebnil Pietro Alessandro Guglielmi, 1781)
- Il matrimonio in commedia (zhudebnil Luigi Caruso, 1781)
- L'amante combattuto dalle donne di punto (zhudebnil Domenico Cimarosa, 1781)
- La fiera di Brindisi (zhudebnil Giuseppe Giordani, 1781)
- Lo sposo di tre, e marito di nessuna (zhudebnil Giuseppe Giordani, 1781 a Francesco Gnecco, 1793)
- Il convito (zhudebnil Giuseppe Giordani, 1782)
- La semplice ad arte (zhudebnil Pietro Alessandro Guglielmi, 1782)
- La bellerina amante (zhudebnil Domenico Cimarosa, 1782)
- Il vecchio burlato (zhudebnil Luigi Caruso, 1783)
- I due baroni di Rocca Azzurra (zhudebnil Domenico Cimarosa, 1783)
- La villana riconosciuta (zhudebnil Domenico Cimarosa, 1783)
- Chi dell'altrui si veste presto si spoglia (zhudebnil Domenico Cimarosa, 1783)
- La Quakera spiritosa (zhudebnil Pietro Alessandro Guglielmi, 1783)
- La donna amante di tutti, e fedele a nessuno (zhudebnil Pietro Alessandro Guglielmi, 1783)
- L'intrigo delle mogli (zhudebnil Giuseppe Gazzaniga, 1783)
- Le quattro stagioni (zhudebnil Luigi Caruso, 1784)
- Puntigli e gelosie tra moglie e marito (zhudebnil Luigi Caruso, 1784)
- Le tre fanatiche (zhudebnil Gaetano Andreozzi, 1785)
- La donna sempre al suo peggior s'appiglia (zhudebnil Domenico Cimarosa, 1785)
- Le gare generose
- L'inganno amoroso (zhudebnil Pietro Alessandro Guglielmi, 1786)
- Le astuzie villane (zhudebnil Pietro Alessandro Guglielmi, 1786)
- La convulsione (zhudebnil Luigi Caruso, 1787 a Giuseppe Curcio, 1787)
- Gli amanti trappolieri (zhudebnil Vincenzo Fabrizi, 1787)
- Gl'inganni delusi (zhudebnil Pietro Alessandro Guglielmi, 1789)
- La serva innamorata (zhudebnil Pietro Alessandro Guglielmi, 1790)
- Le false apparenze (zhudebnil Pietro Alessandro Guglielmi, 1791)
- Amor tra le vendemmie (zhudebnil Pietro Alessandro Guglielmi, 1792)
- Il medico parigino o sia L'amalato per amore (zhudebnil Gennaro Astarita, 1792)
- Il fanatico per gli antichi romani (zhudebnil Giuseppe Palomba, 1792)
- I traci amanti (zhudebnil Domenico Cimarosa, 1793)
- La lanterna di Dionege (zhudebnil Pietro Alessandro Guglielmi, 1793)
- Admeto (zhudebnil Pietro Alessandro Guglielmi, 1794)
- Le astuzie femminili (zhudebnil Domenico Cimarosa, 1794)
- La pupilla astuta (1794)
- La serva innamorata (1794)
- L'uomo indolente (zhudebnil Giuseppe Farinelli, 1795)
- L'astuta in amore, ossia Il furbo malaccorta (zhudebnil Valentino Fioravanti, 1795)
- L'indolente (zhudebnil Francesco Gnecco, 1797)
- Le nozze a dispetto (zhudebnil Giuseppe Curcio, 1797)
- Le cantatrici villane (zhudebnil Valentino Fioravanti, 1799)
- Gli amanti in cimento (zhudebnil Pietro Carlo Guglielmi, 1800)
- La fiera (zhudebnil Pietro Carlo Guglielmi, 1801)
- Le convenienze teatrali (zhudebnil Pietro Carlo Guglielmi, 1801)
- La serva bizzarra (zhudebnil Pietro Carlo Guglielmi, 1803)
- Il naufragio fortunato (zhudebnil Pietro Carlo Guglielmi, 1804)
- L'equivoco fra gli sposi (zhudebnil Pietro Carlo Guglielmi, 1804)
- Amor tutto vince (zhudebnil Pietro Carlo Guglielmi, 1805)
- Bref il sordo (zhudebnil Luigi Capotorti, 1805)
- La sposa del Tirolo (zhudebnil Pietro Carlo Guglielmi, 1806)
- Amori e gelosie tra congiunti (zhudebnil Pietro Carlo Guglielmi, 1807)
- Le nozze in campagna (zhudebnil Pietro Carlo Guglielmi, 1807)
- Le due simili in una (zhudebnil Pietro Carlo Guglielmi, 1811)
- L'avaro (zhudebnil Giacomo Cordella, 1814)
- L'amore e dispetto (zhudebnil Pietro Carlo Guglielmi, 1816)
- Lo scaltro millantatore (zhudebnil Giacomo Cordella, 1819)
- I due furbi (zhudebnil Giacomo Cordella, 1835)